# T.J. Cloutier
Thomas James Cloutier, meglio noto come T.J. (Albany, 13 ottobre 1939), è un giocatore di poker statunitense.
È tra i giocatori più vincenti nella storia delle World Series of Poker, avendo conquistato 6 braccialetti delle WSOP e 57 piazzamenti a premi. È in nona posizione per numero di braccialetti vinti, ed è in ottava per numero di piazzamenti a premi.
T.J. Cloutier è riuscito a vincere un braccialetto in tutte le varianti dell'Omaha: Pot Limit, Fixed Limit, e Limit High/Low. È l'unico giocatore ad esserci mai riuscito.
Si è classificato per due volte al secondo posto del Main Event WSOP: nel 1985 (alle spalle di Bill Smith) e nel 2000 (dietro Chris Ferguson). Ha chiuso al terzo posto il Main Event del 1998 ed al quinto in quello del 1988.

## Braccialetti delle WSOP
| Anno | Torneo                   | Premio (US$) |
| ---- | ------------------------ | ------------ |
| 1987 | $1.000 Limit Omaha       | $72.000      |
| 1994 | $1.500 Limit Omaha Hi/Lo | $135.000     |
| 1994 | $2.500 Pot Limit Hold'em | $163.000     |
| 1998 | $2.500 Pot Limit Omaha   | $136.000     |
| 2004 | $1.500 Seven Card Razz   | $90.500      |
| 2005 | $5.000 No Limit Hold'em  | $657.100     |